# Dicranopteris schomburgkiana
Dicranopteris schomburgkiana är en ormbunkeart som först beskrevs av Sturm, och fick sitt nu gällande namn av Morton. Dicranopteris schomburgkiana ingår i släktet Dicranopteris och familjen Gleicheniaceae. Inga underarter finns listade.